# Yach Film 2009
18. Festiwal Polskich Wideoklipów Yach Film 2009 – festiwal odbył się w dniach 2 - 4 października 2009 roku.
W skład jury weszli Yach Paszkiewicz, Magdalena Kunicka-Paszkiewicz, Leszek Gnoiński, Piotr Metz, Filip Kovcin, Tomasz Słoń, Robert Leszczyński oraz Kora.

## Grand Prix
Opracowano na podstawie materiału źródłowego.
- Michał Dziekan - L.U.C., Urszula Dudziak - "O energocyrkulacji i szczęściu"
  - Monika Kuczyniecka - Czesław Śpiewa - "Ucieczka z wesołego miasteczka"
  - Wojtek Zieliński - Fisz, Emade - "Heavi Metal"
  - Grzegorz Lipiec - Katarzyna Nosowska - "Kto tam u ciebie jest?"
  - Tomasz Bergmann - Blenders - "Kasia"
  - Kuba Łubniewski - Sokół feat. Pono - "Poczekalnia dusz"

## Animacja
Opracowano na podstawie materiału źródłowego.
- Katarzyna Kijek i Przemysław Adamski - Oi Va Voi - "Everytime"
  - Monika Kuczyniecka - Czesław Śpiewa - "Ucieczka z wesołego miasteczka"
  - Robert Proch - The Herbalaiser Band - "The next spot"
  - Karol Zakrzewski - Modfunk - "We got game"
  - Elżbieta Biryło - Jurij Andruchowycz & Karbido - "Mafia"
  - Piotr Maciejewski, Ewa Ptak, Radek Wysocki - Strachy na Lachy - "Po prostu pastelowe"

## Innowacyjność w wideoklipie
Opracowano na podstawie materiału źródłowego.
- Marcin Pawełczak, Dariusz Kuczera - Jarecki - "Fenomenalnie"
  - Arkadiusz Smolak, Maciej Wróblewski - NuSoulCity - "White Chocolate pt.2"
  - Maciej Szupica - Gaba Kulka - "Niejasności"
  - Roman Przylipiak - Beneficjenci Splendoru - "Ręce pełne robota"
  - Marcin Pawełczak, Dariusz Kuczera - Los Pierdos - "X-mas"
  - Martinez Swystun - Vulgar - "Sex Disease Deadly Kills"

## Debiut realizatorski
Opracowano na podstawie materiału źródłowego.
- Łukasz Rusinek - Pablopavo - "Telehon"
  - Michał Rułka - The Car Is On Fire - "Ombarrops!"
  - Rebecca Graumann - Lilu - "Tikatukatam"
  - Michał Kopaniszyn - Reno, Esko, Rahim, Majkel, BU, Śliwka, Grubson, Metrowy, Lilu, Emilia - "Podaj dalej"
  - Tomasz Gąssowski, Michał Majczak - Iwona - "Stoję jak kołek"
  - Joanna Krzempek - Polpo Motel - "Mad teaparty"

## Kreacja aktorska
Opracowano na podstawie materiału źródłowego.
- Katarzyna Nosowska - "Kto tam u ciebie jest?" - realizacja: Grzegorz Lipiec
  - Kazik Staszewski - "Mariola" - realizacja: Sławomir Pietrzak
  - L.U.C. gośc. Urszula Dudziak - "O energocyrkulacji i szczęściu" - realizacja: Michał Dziekan
  - Pati Yang - "Stories from Dogland" - realizacja: Pati Yang
  - Ramona Rey - "Znajdź i Weź" - realizacja: Michael Maxxis
  - Reni Jusis - "A mogło być tak pięknie" - realizacja: Bartek Prokopowicz

## Drewniany Yach
Opracowano na podstawie materiału źródłowego.
- Tomasz Bergmann - Blenders - "Kasia"